# Les Roques (Querol)
Les Roques és una serra situada al municipi de Querol a la comarca de l'Alt Camp, amb una elevació màxima de 647 metres.